# Колпак, Марош
Марош Колпак (словац. Maroš Kolpak; род. 23 марта 1971 года, Прешов) — словацкий гандболист.

## Биография

#### Клубная
Марош Колпак выступал до 1997 года в клубах Татран Прешов, Дукла Прага и Кошице Гандбол. В 1997 году Марош Колпак переходит в немецкий клуб Баден Эстринген, где Колпак выступал 10 сезонов. С 2005 года Баден Эстринген выступает в бундеслиге. В 2007 году Марош Колпак переходит в клуб низшей лиги Кассель. В 2008 году Колпак переходит в Райн-Неккар Лёвен, там он проводит 2 сезона. В 2010 году Марош Колпак переходит в ASV Hamm. Закончил профессиональную карьеру Марош Колпак в клубе Татран Прешов.

## Награды
- Серебряный призёр кубка Германии: 2006, 2007
- Чемпион Словакии: 1997
- Лучший вратарь «финального тура»: 2010